# Niżnie Doliny
Niżnie Doliny, Niżne Doliny nad Gródkiem, Doliny nad Gródkiem – duża polana i łąka w Pieninach. Należy do Krościenka nad Dunajcem w województwie małopolskim, w powiecie nowotarskim.

## Opis polany
Polana znajduje się powyżej osiedla Gródek, na opadającym ku północy stoku po lewej stronie żółtego szlaku z Krościenka na Przełęcz Szopka. Polana ma długość ponad 600 m i powierzchnię około 5 ha. Jest to typowa pienińska łąka z ciepłolubną roślinnością. Aby nie dopuścić do zarośnięcia jej lasem jest co roku koszona.
Niżnie Doliny znajdują się już poza obszarem Pienińskiego Parku Narodowego. Tuż powyżej nich jest polana Stolarzówka, a po drugiej stronie szlaku turystycznego łąka Wyżnie Doliny.

## Przyroda
Polana charakteryzuje się dużym bogactwem gatunków storczyków. Podczas monitoringu w latach 1986–1988 znaleziono tu gatunki: kukułka Fuchsa Dactylorhiza fuchsii var. longibracteata, storczyk samczy (Orchis morio), ozorka zielona Dactylorhiza viridis, storczyca kulista Traunsteinera globosa, Dactylodenia lebrunii i mieszaniec Dactylorhiza x braunii. Świadczy to o nadal dużym bogactwie gatunkowym tej łąki, na większości łąk i polan pienińskich storczyki bowiem już wyginęły, lub występuje ich tylko jeden lub dwa gatunki. Bogata jest także flora mchów. Wśród rzadkich gatunków podlegających ochronie w 2016 r. znaleziono tu fałdownika nastroszonego (Rhytidiadelphus squarrosus) i Thuidium assimile. W latach 1987–1988 znaleziono tu bardzo rzadki, w Polsce zagrożony wyginięciem gatunek porostu – krwawca pajęczynowatego Haematomma ochroleucum.
Polana charakteryzuje się także bogatą mykobiotą. W 1992 r. znaleziono na niej 107 gatunków grzybów, zwłaszcza z rodzaju wilgotnica (18 gatunków). Rośnie tu wiele grzybów związanych z darnią mchów lub z wilgotnymi szczątkami butwiejących pędów roślin zielnych np. bocznianka żółtobrązowa (Hohenbuehelia tremula), czaszówka stożkowata (Deconica inquilina), spinka pomarańczowa (Rickenella fibula), spinka fioletowotrzonowa (Omphalina setipes). Z rzadkich i wymierających w Polsce gatunków znaleziono m.in. wilgotnicę cytrynowozieloną (Hygrocybe citrinovirens), wilgotnicę zasadową (Neohygrocybe ingrata), wilgotnicę ostrostożkowatą (Hygrocybe acutoconica), Hygrocybe subminutula, gąsówkę szarobrązową (Lepista luscina), czubniczka czarnołuskowego (Chamaemyces fracidus), dzwonkówkę brodawkowatą (Entoloma papillatum), pępóweczkę białawą (Gerronema albidum), stożkownicę czapeczkowatą (Porpolomopsis calyptriformis), purchawkę łatkowatą (Lycoperdon mammiforme).

## Szlaki turystyczne
– z Krościenka przez Bajków Groń i polanę Wyrobek na przełęcz Szopka. Czas przejścia: 1:40 h, ↑ 1:10 h

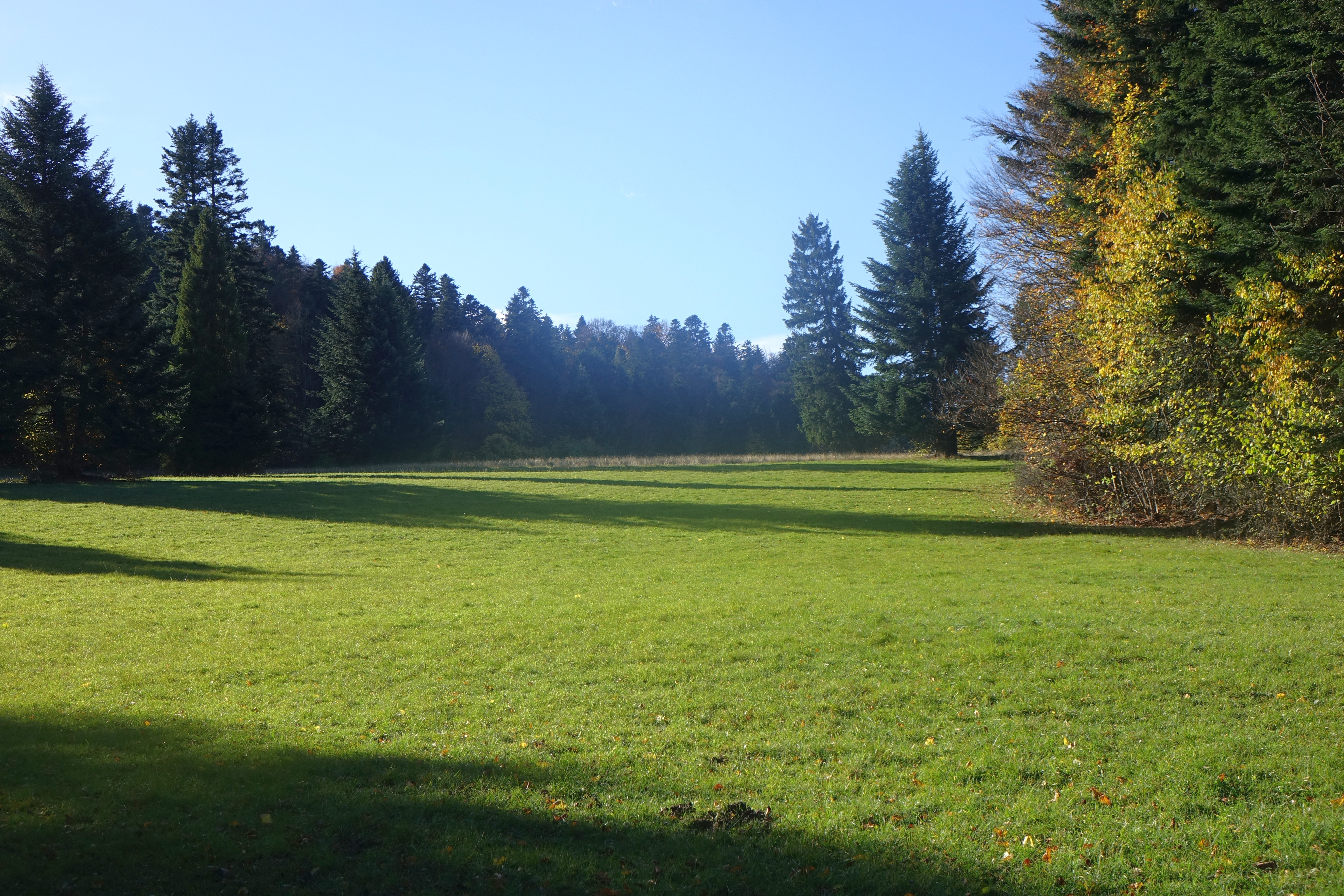